# Ochthoeca leucophrys
Az Ochthoeca leucophrys a madarak osztályának a verébalakúak (Passeriformes) rendjébe és a királygébicsfélék (Tyrannidae) családjába tartozó faj.

## Rendszerezése
A fajt Alcide d’Orbigny és Frédéric de Lafresnaye írták le 1837-ben, a Fluvicola nembe Fluvicola leucophrys néven.

## Alfajai
- Ochthoeca leucophrys interior Zimmer, 1930
- Ochthoeca leucophrys leucometopa P. L. Sclater & Salvin, 1877
- Ochthoeca leucophrys leucophrys (Orbigny & Lafresnaye, 1837)
- Ochthoeca leucophrys tucumana Berlepsch, 1906
- Ochthoeca leucophrys urubambae Zimmer, 1937

## Előfordulása
Az Andok hegységben, Argentína, Bolívia, Chile, Ecuador és Peru területén. A természetes élőhelye szubtrópusi és trópusi hegyi esőerdők, magaslati gyepek és cserjések.

## Megjelenése
Testhosszúsága 14,5–15 centiméter,
|  |

## Életmódja
Általában egyedül vagy párban rovarokkal táplálkozik.

## Természetvédelmi helyzete
Az elterjedési területe rendkívül nagy, egyedszáma pedig stabil. A Természetvédelmi Világszövetség Vörös listáján nem fenyegetett fajként szerepel.